# 直感ヒトフデ
『直感ヒトフデ』（ちょっかんヒトフデ）は、任天堂がニンテンドーDSで発売したパズルゲーム作品である。日本では2004年12月2日に、アメリカでは『POLARIUM』という名称で2005年4月18日に発売。後にゲームボーイアドバンスに『通勤ヒトフデ』として移植された、その開発はDS版より先に始まっていた。

## ルール
プレイエリアに並べられた白と黒のピースを一筆書きでなぞって反転させ、1列の中が同じ色に揃うとその列は消える。
ピースの外側に1列分の白でも黒でもない灰色のソトワクがあり、その部分もうまく利用してピースを消していく。

## モード
チャレンジモード
時間がたつごとに上からピースが落ちてくる。盤面が埋まらないようにピースを消していく。
バーサスモード
ワイヤレス通信機能を用いて二人対戦ができるモード。揃えたピースは相手側のプレイエリアに移動する。すべてのピースを相手側に送るか、タイムアップ時にピースが少ないと勝利となる。相手を邪魔するアイテムも出現する。
チェックメイトモード
ステージごとに決まった配置でピースが並べられており、一筆書き一手ですべてを消すことを求められる。易しいものから難しいものまで100ステージが収録されており、その他に自分の問題をエディットしたり、それを他のプレイヤーに送ることもできる（ワイヤレス通信とパスワードによる通信があり、公式ページでもプレイヤーのオリジナル問題が公開されている）。作った問題は続編通勤ヒトフデでもすることができる。また、ワイヤレス通信とDS本体のダウンロード機能を使い、任意のDSに体験版（ルール説明とチェックメイト10問）を送ることも可能。

## 例題と解答例（チェックメイト）
☆はソトワクをあらわす。右の図のようになぞって反転させるとすべての横列がそろう。
```
☆☆☆☆☆☆☆☆☆☆　　　　　　　　　　　　　┌──────┐☆☆
☆■□□□■□□■☆　　　　　　　　　　　　　│■┏━┓■┏┛■☆
☆■□■□■□□□☆　　　　　　　　　　　　　│■┃■┃■┃┏━┐
☆■□■□■□□■☆　　　　　　　　　　　　　│■┃■┃■┗┛■│
☆□■□■□□□■☆　　　　　　　　　　　　　│□│□│□□□┌┘
☆■□■□■■■□☆　　　　　　　　　　　　　│■┃■Ｓ■■■┗┐
☆■□□■■■■■☆　　　　　　　　　　　　　│■┗┓■■■■■│
☆■□■□■■■□☆　　　　　　　　　　　　　└┐□│□┌─┐□│
☆■□■□■■■□☆　　　　　　　　　　　　　☆│□│□└Ｅ│□│
☆☆☆☆☆☆☆☆☆☆　　　　　　　　　　　　　☆└─┘☆☆☆└─┘

```